# أوكييف ودرو
أوكييف ودرو تاجران لتعبئة اللحوم وبيع لحم الخنزير بالتجزئة في مدينة شتام، أونتاريو.

## تاريخهما
تأسست الشركة من قبل جوزيف ت. أوكييف وتوماس أ.دورو. كان مصنع التعبئة يقع في شرق المدينة، حيث تلتقي سكتي حديد جراند ترانك وبيري ماركتيي؛ كانت عملية البيع بالتجزئة تقع في 53 شارع الملك غرباً بين متجر جزارة جون هيلز ودار أوبرا برايدز؛ والذي يُضم لاحقاً محل ملابس برلمان بيرسي.
بعد ذلك استولت شركة دارلنغ على مصنع التعبئة، الذي استخدمته لطلي الشحم. وقد أغلقت شركة دارلنغ في 1970.
يساعد الشركاء لاحقاً في تأسيس شركة شتام للسيارات.